# La Perricholi
María Micaela Villegas y Hurtado de Mendoza (28. září 1748 Tomayquichua nebo Lima – 30. května 1819 Lima), zvaná La Perricholi, byla divadelní herečka, pěvkyně a podnikatelka, známá jako metresa Manuela d’Amata i de Junyenta (1704 – 1782), místokrále ve španělském Místokrálovství Peru. María Micaela Villegas patřila mezi nejproslulejší peruánské osobnosti 18. století. Její syn Manuel de Amat y Villegas byl jedním ze signatářů peruánské deklarace nezávislosti z 28. července 1821.

## Život
Podle jedné z tradovaných, avšak nedoložených verzí se Marie Micaela Villegas narodila ve městě Tomayquichua v regionu Huánuco ve středním Peru, podle jiné, pravděpodobnější verze, je místem jejího narození Lima. V matrice farního kostela del Sagrario v Limě je zaznamenáno, že se narodila 28. září 1748, avšak bez uvedení místa narození. Pokřtěna byla 1. prosince 1748 v Limě.

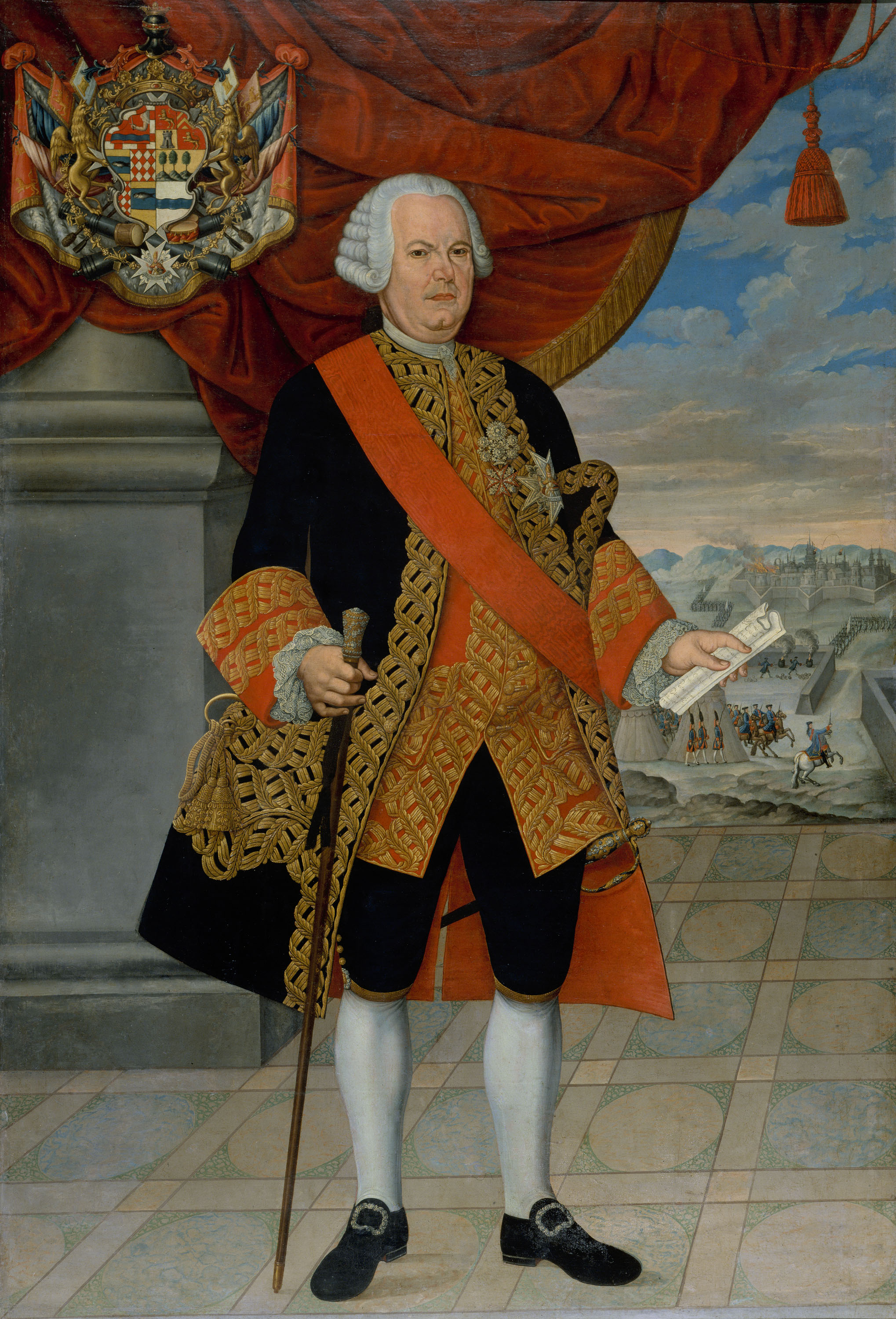
Španělský místokrál Manuel d'Amat i de Junyent v roce 1773

María Micaela se narodila jako jedno ze sedmi dětí v nepříliš zámožné rodině José Villegase y Arancibia a Teresy Hurtado i Mendoza y de la Cueva. Jako dítě se naučila se číst a psát a projevila nadšení pro literaturu a zpěv. Ve věku 15 let (v roce 1763) začala vystupovat v limském divadle Coliseo de Comedias. Záhy se seznámila s tehdy již téměř šedesátiletýmkatalánským šlechticem Manuelem d'Amatem i de Junyentem, který byl v roce 1761 ustanoven španělským místokrálem v Peru, a stala se jeho milenkou. Jejich vztah trval až do ukončení Amatovy mise v roce 1776 a do doby jeho odjezdu z Jižní Ameriky. V roce 1769 se Micaele a jejímu partnerovi narodil nemanželský syn Manuel de Amat y Villegas.
Sebevědomé vystupování a vrtošivá povaha mladé herečky, která se ocitla mezi výkvětem limské společnosti, způsobily, že byla mezi příslušníky vyšších kruhů značně neoblíbená. Tato situace se pro ni ještě zhoršila poté, kdy místokrál navždy opustil Peru a vrátil se do Barcelony.
María Micaela Villegas ukončila svou divadelní kariéru v roce 1788. Spolu s Vicentem Fermínem de Echarrim, za něhož se provdala po 18leté známosti až v roce 1795, zakoupila a provozovala limské divadlo Real Coliseo de la Comedia.

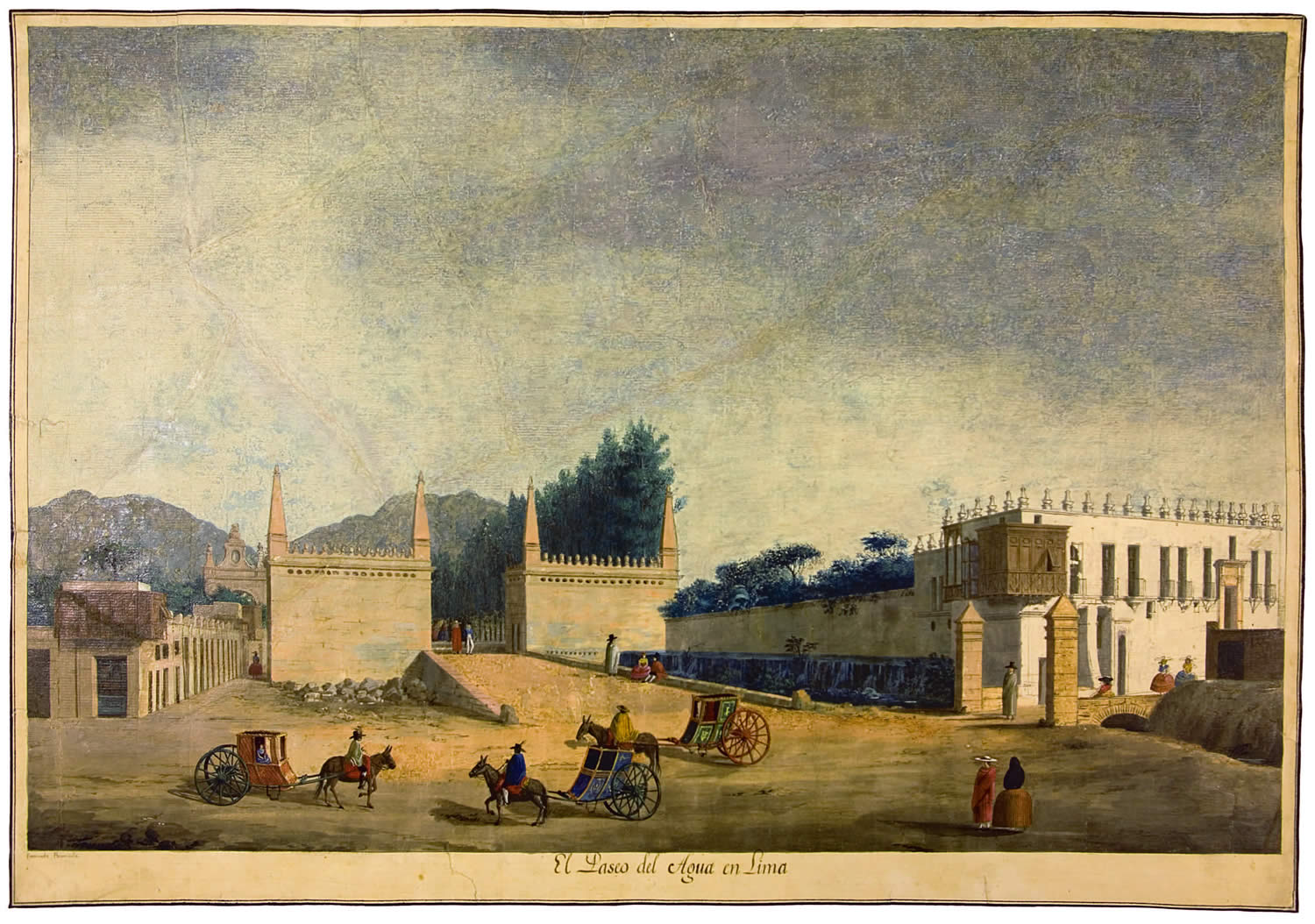
Dům a mlýn Micaely Villegas na obraze italského malíře Fernanda Brambily z roku 1781

Již v roce 1770 ve věku 22 let María Micaela zakoupila dům v ulici Huevo, první ze svých limských nemovitostí. V roce 1781 koupila zchátralý mlýn v Alameda Vieja, který nechala opravit a zprovoznit, což významně přispělo k dalším úspěchům jejího podnikání. V roce 1808 Micaela Villegas ovdověla. Její syn po smrti Manuela d’Amata i de Junyenta odcestoval do Španělska a pokoušel se získat dědictví po svém otci, avšak neuspěl a vrátil se do Peru.
María Micaela Villegas zemřela ve svém domě v Alameda Vieja v Limě dne 16. května 1819 ve věku 70 let a byla pohřbena ve františkánském klášteře v limské čtvrti Rímac. Svému synovi Manuelovi a vnučce Tomase zanechala značné dědictví, které zahrnovalo mnoho domů a pozemků ve městě. Sama v posledních letech svého života žila skromně, oblékala se jako karmelitánská řeholnice a věnovala se modlitbám a charitativní činnosti.

## Mýty a pověsti
Nepodložená verze o městě Tomayquichua jako o rodišti Maríe Micaely Villegas se objevila až po její smrti v jedné z prací autora Ricarda Palmy. Naopak genealog Gustavo León y León Duran ve svém díle La Perricholi. Apuntes histórico genealógicos de Micaela Villegas z roku 1990 dospěl k závěru, že rodina Villegas žila ve staré limské ulici Puno, později zvané Ayacucho.
Uvádí se, že Micaelin partner herečku v soukromí láskyplně nazýval zdrobnělinou Miquita. Řadou mýtů je ale opředen vznik Micaeliny přezdívky „La Perricholi“, byť je ve všech případech autorství této přezdívky rovněž připisováno Manuelu Amatovi. Cesar Revoredo v knize „La Pirricholi“ vytvořil hypotézu, že přezdívka vznikla spojením výrazů „pirri“, který se v Mexiku používá pro vyjádření náklonnosti k ženě, a „cholo“, respektive „cholita“, jakým Španělé označovali jihoamerické domorodce, čili něco jako „drahoušek“. Naopak již zmíněný Ricardo Palma v II. dílu svých Tradiciones Peruanas píše, že přezdívka vznikla během temperamentních hádek místokrále s jeho milenkou, kdy Manuel d’Amat na ni křičel ve své rodné katalánštině nadávku „perra-chola!“, což by mělo mít význam zhruba ve smyslu „domorodá mrchai“. Tento výklad si velice rychle oblíbili a rozšířili Micaelini nepřátelé z řad příslušníků limské šlechty a církve.

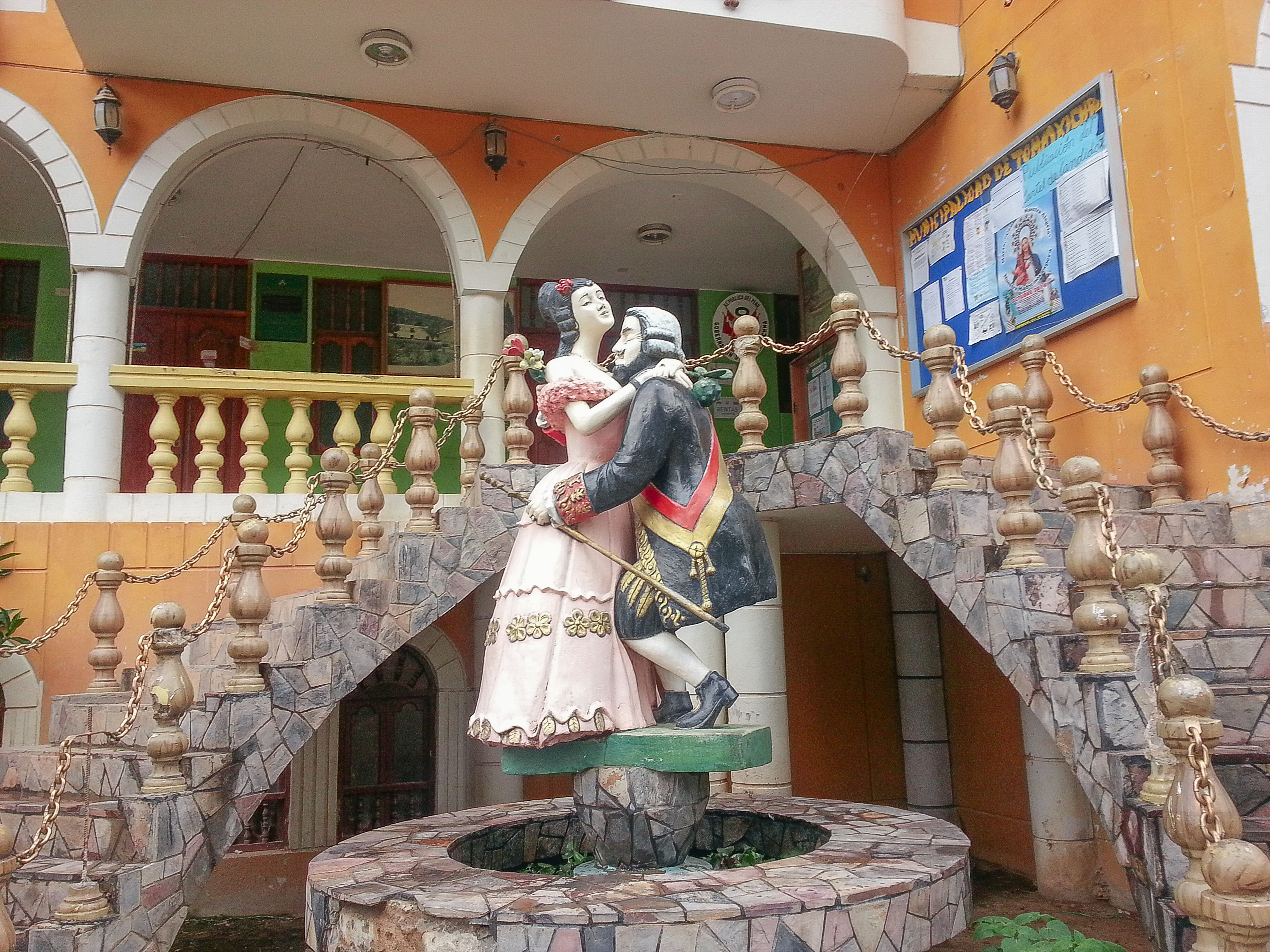
Sousoší Maríe Micaely a Manuela d’Amata ve městě Tomayquichua

Zřejmě nejpodivnější verzi hereččiny přezdívky lze pak nalézt v českém filmu Kočár nejsvětější svátosti – jeho tvůrci jméno „La Perricholi“ počeštili a přechýlili, takže Jan Werich v roli španělského místokrále ve filmu oslovuje svou metresu jako „Perikolovou“.
Nejznámější příběh z hereččina života, k němuž se vraceli mnozí divadelní a literární tvůrci, měl však reálný základ. Manuel d’Amat nedokázal své mladé temperamentní milence nic odepřít. Když dostal od španělského krále nádherný kočár, Micaele se nakonec podařilo místokrále přesvědčit, aby jí zmíněný kočár věnoval. Herečka se v kočáře vydala na významnou církevní slavnost Porziuncola, což způsobilo obrovské pobouření, protože takové honosné dopravní prostředky směli používat jen příslušníci nejvyšší šlechty a církve. Podle pověsti ale na zpáteční cestě potkala kněze, který spěchal zaopatřit umírajícího.To ji přimělo, aby se hluboce zastyděla, poprosila o odpuštění a kočár rovnou na místě věnovala církvi, aby zmíněný kněz mohl co nejrychleji splnit své poslání.

## Odraz v kultuře
Životní osudy herečky a místokrálovy milostnice, zvamé „La Perricholi“ se staly podkladem pro celou řadu literárních, divadelních a filmových děl, vytvořených během 19. a 20. století. Obzvláště vděčným námětem se stal příběh s kočárem, který použil Prosper Mérimée již v roce 1830 jako téma pro komickou jednoaktovku Le Carrosse du Saint-Sacrement (Kočár nejsvětější svátosti). Tato hra zase posloužila jako základ pro operetu Jacquese Offenbacha La Périchole (1868) a v poněkud volněji zpracované verzi také pro film Jeana Renoira Le Carrosse d'or (Zlatý kočár) z roku 1952 s Annou Magnani v jedné z hlavních rolí.
Jednoaktovka Prospera Mérimée Kočár nejsvětější svátosti se stala také předlohou pro stejnomenný český televizní film z roku 1962. Mezi autory scénáře jsou kromě zmíněného francouzského spisovatele a divadelníka z 19. století uvedeni Jan Werich a František Filip, který film režíroval.Role „Perikolové“ byla svěřená Jaroslavě Adamové, španělského místokrále hrál Jan Werich, v dalších rolích se objevili Miloš Kopecký, Miloš Nedbal, Otomar Krejča a Miloš Nesvadba.Český film Kočár nejsvětější svátosti získal v roce 1963 hlavní cenu Gran Premio na MTF v Římě.